# Oligia meretricula
Oligia meretricula là một loài bướm đêm trong họ Noctuidae.